# Domanowszczyzna (obwód grodzieński)
Domanowszczyzna – dawny folwark, położony w miejscu leżącym obecnie na Białorusi,  w obwodzie grodzieńskim, w rejonie grodzieńskim, w sielsowiecie Indura.
W dwudziestoleciu międzywojennym folwark leżał w Polsce, w województwie białostockim, w powiecie grodzieńskim, w gminie Gudziewicze.
Według Powszechnego Spisu Ludności z 1921 roku ówczesny folwark zamieszkiwało 9 osób, 7 było wyznania rzymskokatolickiego a 2 prawosławnego. Jednocześnie 7 mieszkańców zadeklarowało polską przynależność narodową a 2 białoruską. Był tu 1 budynek mieszkalny.
Miejscowość należała do parafii rzymskokatolickiej  i parafii prawosławnej w Indurze.
Podlegała pod Sąd Grodzki w Indurze i Okręgowy w Grodnie; właściwy urząd pocztowy mieścił się w Indurze.